# Хотонт
Хотонт (монг. Хотонт) — сомон аймака Архангай, Монголия.
Центр сомона — Хотонт. Он находится в 91 километре от административного центра аймака — города Цэцэрлэг и в 350 километрах от столицы страны — Улан-Батора.
Есть школа, больница, объекты сферы обслуживания, заводы.

## География
На юге сомона возвышаются ответвления Хангая Ундур Сант, Баянзурх, Хотонт (2000 метров), в центральной и северной части простирается долина реки Орхон, есть небольшие озёра. Водятся косули, волки, лисы, манулы, корсаки, зайцы, тарбаганы.
Климат резко континентальный. Средняя температура января −20-21 °C, июня +16-18 °C, ежегодная норма осадков в горах 300—400 мм.
Имеются запасы железной руды, биотита, химического и строительного сырья.

## Известные уроженцы
- С. Чоймбол — заслуженный художник МНР, скульптор-монументалист.